# Christine Lubkoll
Christine Lubkoll (* 11. Juli 1956 in Bremen) ist eine deutsche Germanistin und Hochschullehrerin.

## Werdegang
Von 1975 bis 1982 studierte sie Germanistik und Geschichte an der Albert-Ludwigs-Universität Freiburg (1982 Erstes Staatsexamen in den Fächern Germanistik und Geschichte) und 1978/1979 Geschichte und französische Literatur an der Faculté des lettres der Universität Bordeaux.
Nach der Promotion 1985 in Freiburg im Breisgau und der Habilitation 1993 im Fach Neuere Deutsche Literaturwissenschaft an der LMU München, ihr Betreuer war Gerhard Neumann,  war sie von 1995 bis 2001 Professorin für Vergleichende Literaturwissenschaft mit dem Schwerpunkt Neuere deutsche Literatur an der Universität Gießen. Ebendort war sie (zusammen mit Günter Oesterle) Sprecherin des DFG-Graduiertenkollegs „Klassizismus und Romantik im europäischen Kontext“.
Seit 2002 ist sie Professorin für Neuere deutsche Literatur mit historischem Schwerpunkt an der Friedrich-Alexander-Universität Erlangen-Nürnberg (FAU).

## Tätigkeitsfelder
Ihre Forschungsschwerpunkte sind Literatur- und Kulturgeschichte des 18. und 19. Jahrhunderts, Klassizismus und Romantik im europäischen Kontext, ästhetische Moderne, Nachkriegs- und Gegenwartsliteratur, Literatur und ihre Beziehungen zur Musik, Thematologie und Mythenforschung, Kulturgeschichte des Erzählens, Ethik und Literatur, Literatur und Wissensdiskurse, Literatur der Sattelzeit (1750–1850) und polychrone Literaturgeschichtsschreibung der Moderne (1750–2000).
Sie ist Mitherausgeberin mehrerer Fachzeitschriften und Reihen, u. a. des Jahrbuchs der Deutschen Schillergesellschaft, der Reihe „Hermaea“ und der ELINAS-Schriftenreihe, der Reihe „Ethik - Text - Kultur“, der Reihe "Grundlagen der Germanistik" und der Reihe „Literatura“.
Seit 2006 leitet sie gemeinsam mit dem Literaturwissenschaftler Mathias Mayer (Universität Augsburg) den Master-Elitestudiengang Ethik der Textkulturen, der Teil des Elitenetzwerks Bayern ist. Der Studiengang ist, laut eigener Aussage, ein innovativer Studiengang, der die Disziplinen der Literatur- und Sprachwissenschaften, Kulturgeschichte, Theologie und Philosophie und Politologie vereint. Er reflektiert die vielfältigen Verschränkungen von Ethik, Textualität und Kultur in Vergangenheit und Gegenwart, Theorie und Lebenswelt.
Zudem ist Christine Lubkoll als Gutachterin für mehrere Institutionen tätig (z. B. die Deutsche Forschungsgemeinschaft, die Thyssen-Stiftung, die Volkswagenstiftung oder die Alexander-von-Humboldt-Stiftung). Von 2008 bis 2016 war sie Mitglied des Fachkollegiums 105 (Literaturwissenschaften) der DFG. Von 2013 bis 2021 gehörte Christine Lubkoll dem Senat der Friedrich-Alexander-Universität Erlangen-Nürnberg an und war von 2017 bis 2021 dessen Vorsitzende.

## Schriften (Auswahl)

### Monographien
- Mythos Musik. Poetische Entwürfe des Musikalischen in der Literatur um 1800. Freiburg im Breisgau 1995, ISBN 3-7930-9114-7.

- „... und wär's ein Augenblick“. Der Sündenfall des Wissens und der Liebeslust in Faustdichtungen. Von der „Historia“ bis zu Thomas Manns „Doktor Faustus“. Rheinfelden 1986, ISBN 3-87718-809-5.

### Herausgeberschaften
- mit Agnes Bidmon (Hrsg.): Dokufiktionalität in Literatur und Medien. Erzählen an den Schnittstellen von Fakt und Fiktion. Berlin/Boston 2021, ISBN 978-3-11-069298-3.
- mit Eva Forrester und Timo Sestu (Hrsg.): Fremdheit, Integration, Vielfalt? Interdisziplinäre Perspektiven auf Migration und Gesellschaft. Paderborn 2021, ISBN 978-3-8467-6637-8.
- mit Manuel Illi und Anna Hampel (Hrsg.): Politische Literatur: Begriffe, Debatten, Aktualität. Stuttgart 2019, ISBN 978-3-476-04772-4.
- mit Rudolf Freiburg und Harald Neumeyer (Hrsg.): Zwischen Literatur und Naturwissenschaft. Debatten – Probleme – Visionen 1680–1820, Berlin/Boston 2017, ISBN 978-3-1105-2811-4.
- mit Harald Neumeyer (Hrsg.): E. T. A. Hoffmann Handbuch. Leben – Werk – Wirkung. Stuttgart 2015, ISBN 3-476-02523-3.
- mit Claudia Öhlschläger (Hrsg.): Schreibszenen. Kulturpraxis - Poetologie - Theatralität. Freiburg im Breisgau 2015, ISBN 978-3-96821-528-0.
- mit Dirk Kretzschmar, Dirk Niefanger und Stefan Schukowski (Hrsg.): Spiel und Ernst. Formen - Poetiken - Zuschreibungen. Zum Gedenken an Erika Greber. Würzburg 2014, ISBN 978-3-95650-024-4.
- mit Georg Braungart, Achim Geisenhanslüke und Monika Schmitz-Emans (Hrsg.): Literatur als Wagnis/Literature as a Risk. DFG-Symposion 2011. Berlin/Boston 2013, ISBN 978-3110282801.
- mit Martin Huber, Steffen Martus und Yvonne Wübben (Hrsg.): Literarische Räume. Architekturen – Ordnungen – Medien. Berlin 2012, ISBN 978-3-05005-652-4.
- mit Oda Wischmeyer (Hrsg.): Ethical Turn. Geisteswissenschaften in neuer Verantwortung. Paderborn 2009, ISBN 978-3-8467-4807-7.
- mit Peter Klotz (Hrsg.): Beschreibend wahrnehmen - wahrnehmend beschreiben. Sprachliche und ästhetische Aspekte kognitiver Prozesse. Freiburg im Breisgau 2005, ISBN  978-3793094173.
- Das Imaginäre des Fin de Siècle. Freiburg im Breisgau 2002, ISBN 978-3793092728.
- mit Günter Oesterle (Hrsg.): Heinrich von Kleist. Gewagte Experimente und kühne Konstellationen zwischen Klassizismus und Romantik. Würzburg 2001, ISBN 978-3-8260-1862-6.
- mit Wilfried Barner (bis 2014), Ernst Osterkamp (bis 2017), Alexander Honold (seit 2015), Steffen Martus (seit 2018), Ulrich Ott (bis 2003), Ulrich Raulff (bis 2018) und Sandra Richter (seit 2019) (Hrsg.): Jahrbuch der Deutschen Schillergesellschaft.

### Aufsätze
- Thematologie – Intertextualität – Transmedialität. Theoretische Zugänge zu einer Betrachtung der literarischen Moderne. In: Tobias Kurwinkel, Stefanie Jakobi (Hrsg.): Narratoästhetik und Didaktik kinder- und jugendmedialer Motive. Von literarischen Außenseitern, dem Vampir auf der Leinwand und dem Tod im Comicbuch. Tübingen 2022, S. 31–47, ISBN 978-3-7720-8708-0.
- „Verpflichtendes Erbe“. Paul Hindemith und die Tradition. In: Zweihundertsechstes Neujahrsblatt der Allgemeinen Musikgesellschaft Zürich. Zürich 2022.
- Die Novelle als Medium gesellschaftlicher Kommunikation und Normbildung. Gattungspoetologie und narrative Ethik in Gottfried Kellers Die Leute von Seldwyla. In: Frauke Berndt, Philipp Theisohn (Hrsg.): Gottfried Kellers Moderne. Bd. I: Kellers Erzählen. Strategien - Funktionen – Reflexionen. Berlin 2022, S. 113–129.
- Rhythmus und Metrum. In: Heinrich Bosse, Ursula Renner (Hrsg.): Literaturwissenschaft. Einführung in ein Sprachspiel. 3., aktualisierte Auflage. Baden-Baden 2021, S. 69–83, ISBN 978-3968217963.
- Sprache - Klang - Gesang. Das Musikalische als Thema und Instrument der Lyrik. Musikgedichte der Romantik. In: Johannes Odendahl (Hrsg.): Musik und literarisches Lernen (= Innsbrucker Beiträge zur Fachdidaktik 5). Innsbruck 2019, S. 59–75, ISBN 978-3903187498.
- Symphonien. Instrumentalwerke als poetologische Modelle in Empfindsamkeit, Romantik und Moderne. In: Günther Butzer, Hubert Zapf (Hrsg.): Theorien der Literatur VII: Literatur und die anderen Künste. Tübingen/Basel 2018, S. 57–74, ISBN 978-3-772-08629-8.
- Gehen. Gingen. Gegangen. Flucht. Vertreibung und Exil in der deutschsprachigen Gegenwartsliteratur (Ulrike Draesner, Jenny Erpenbeck, Abbas Khider). In: Christine Lubkoll, Manuel Illi, Anna Hampel (Hrsg.): Politische Literatur: Begriffe, Debatten, Aktualität. Stuttgart 2019, S. 283–305, ISBN 978-3-476-04772-4.
- ‘Unendliche Sehnsucht‘ der Romantik. In: Rudolf Freiburg (Hrsg.): Unendlichkeit. 5 Vorträge. Erlangen 2016, S. 59–84, ISBN 978-3-944057-57-6.
- Musik in Literatur: Telling. In: Nicola Gess, Alexander Honold (Hrsg.): Handbuch Literatur und Musik. Berlin/Boston 2017, S. 76–94, ISBN 978-3110301212.
- Von Mäusen, Affen und anderem Getier. Kafkas narrative Ethik zwischen Anthropologie und Diskurskritik. In: Stephanie Waldow (Hrsg.): Von armen Schweinen und bunten Vögeln. Tierethik im kulturgeschichtlichen Kontext. Paderborn 2014, S. 155–174, ISBN 978-3770557776.
- Über den ästhetischen Witz. Jean Pauls ‚Siebenkäs‘ als Modell einer literarischen Lachkultur. In: Gunnar Och, Georg Seiderer (Hrsg.): Jean Paul, der Fremde. Bielefeld 2014, S. 67–82, ISBN 978-3826055195.
- Schachspiel als Sprachkritik. Die Philosophie Wittgensteins in Ingeborg Bachmanns Roman ‘Malina‘. In: Dirk Kretzschmar, Christine Lubkoll, Dirk Niefanger und Stefan Schukowski (Hrsg.): Spiel und Ernst. Formen - Poetiken - Zuschreibungen. Zum Gedenken an Erika Greber. Würzburg 2014, S. 329–342, ISBN 978-3-95650-024-4.
- Beethovens "Spätstil" und seine Mythisierung bei Adorno und Thomas Mann. In: Gerhard Neumann, Günter Oesterle (Hrsg.): Altersstile im 19. Jahrhundert. Würzburg 2014, S. 125–139, ISBN 978-3-8260-5562-1.
- Erich Fried, Frühe Gedichte (1944/45). In: Bettina Bannasch, Gerhild Rochus (Hrsg.): Handbuch der deutschsprachigen Exilliteratur. Von Heinrich Heine bis Herta Müller. Berlin/Boston 2013, S. 306–313, ISBN 978-3-1102-5674-1.
- Rache, Rausch und Revolte. Tötungsakte bei Schiller, Klinger und Kleist. In: Agnes Bidmon, Claudia Emmert (Hrsg.): Töten. Ein Diskurs. Heidelberg 2012, S. 375–378, ISBN 978-3-8682-8355-6.
- Ingeborg Bachmann und Paul Celan. In: Markus May, Peter Goßens, Jürgen Lehmann (Hrsg.): Celan-Handbuch. 2. Aufl. Stuttgart/Weimar 2012, S. 317–319, ISBN 978-3476024411.
- Schattenrätsel. Mythos als Aufklärung in Ingeborg Bachmanns Erzählung ‘Das Lächeln der Sphinx‘. In: Bernadette Malinowski, Jörg Wesche, Doren Wohlleben (Hrsg.): Fragen an die Sphinx. Kulturhermeneutik einer Chimäre zwischen Mythos und Wissenschaft. Heidelberg 2011, S. 229–239, ISBN 978-3825358860.
- Tieck und die Musik. In: Claudia Stockinger, Stefan Scherer (Hrsg.): Ludwig Tieck. Leben – Werk – Wirkung. Stuttgart/Weimar 2011, S. 272–283, ISBN 978-3110183832.
- Prätexte - Kontexte. Intertextualität als kontextualisierendes Verfahren der Literatur. In: Peter Klotz, Paul R. Portmann-Tselikas, Georg Weidacher (Hrsg.): Kontexte und Texte. Soziokulturelle Konstellationen literalen Handelns. Tübingen 2010, S. 227–244, ISBN 978-3-8233-6490-0.
- Thematologie. In: Jost Schneider (Hrsg.): Methodengeschichte der Germanistik. Berlin/New York 2009, S 747–762, ISBN 978-3-1101-8880-6.
- Kunstgrammatik und Hieroglyphenschrift. Die Sonatenform als klassizistisch-romantisches Zeichenmodell. In: Markus Dauss, Ralf Haekel (Hrsg.): Leib/Seele - Geist/Buchstabe. Dualismen in der Ästhetik und den Künsten um 1800 und 1900. Würzburg 2009, S. 169–181, ISBN 978-3-8260-3649-1.
- E. T. A. Hoffmann als Erzähler. In: E. T. A. Hoffmann Jahrbuch 17 (2009), S. 7–19, ISBN 978-3-503-09891-0.
- "Der ganze Mensch." Anthropologische Konzepte des Sturm und Drang. Goethe: "Prometheus", "Faust"; Schiller: "Der Verbrecher aus Infamie", "Die Räuber". In: Der Deutschunterricht 3/2009, S. 2–20.
- Fingierte Mündlichkeit - inszenierte Interaktion. Die Novelle als Erzählmodell. In: Zeitschrift für germanistische Linguistik 36,3 (2008), S. 381–402.
- Literaturwissenschaft und ihre Nachbarwissenschaften: Musikwissenschaft. In: Thomas Anz (Hrsg.): Handbuch Literaturwissenschaft. Bd. 2: Methoden und Theorien. Stuttgart/Weimar 2007, S. 427–432, ISBN 978-3476025258.
- Kontexte: Musik. In: Thomas Anz (Hrsg.): Handbuch Literaturwissenschaft. Bd. 1: Gegenstände und Grundbegriffe. Stuttgart/Weimar 2007, S. 378–382, ISBN 978-3476025258.
- Moralität und Modernität. Schillers Konzept der 'schönen Seele' im Lichte der literaturhistorischen Diskussion. In: Walter Hinderer (Hrsg.): Schiller auf dem Weg in die Moderne. Würzburg 2007, S. 83–99, ISBN 978-3-8260-3559-3.
- Dies ist kein Pfeifen. Musik und Negation in Franz Kafkas Erzählung ‘Josefine, die Sängerin oder das Volk der Mäuse‘. In: Claudia Liebrand (Hrsg.): Franz Kafka. Neue Wege der Forschung. Darmstadt 2006, S. 180–193, ISBN 978-3534186464.
- Odradek und die Holzhobelmaschine. Rhetorische und mythopoetische Aspekte der Beschreibung in Erzähl- und Gebrauchstexten Franz Kafkas. In: Peter Klotz, Christine Lubkoll (Hrsg.): Beschreibend wahrnehmen - wahrnehmend beschreiben. Sprachliche und ästhetische Aspekte kognitiver Prozesse. Freiburg im Breisgau 2005, S. 211–228, ISBN  978-3793094173.
- Wahlverwandtschaft. Naturwissenschaft und Liebe in Goethes Eheroman. In: Gabriele Brandstetter (Hrsg.): Erzählen und Wissen. Paradigmen und Aporien ihrer Inszenierung in Goethes ‘Wahlverwandtschaften‘. Freiburg im Breisgau 2003, S. 261–278, ISBN 978-3-7930-9336-7.
- ‘Neue Mythologie‘ und musikalische Poetologie. Goethes Annäherungen an die Romantik. In: Walter Hinderer (Hrsg.): Goethe und das Zeitalter der Romantik. Würzburg 2002, S. 399–412, ISBN 978-3826023033.
- Rhythmus. Zum Konnex von Lebensphilosophie und literarischer Moderne um 1900. In: Christine Lubkoll (Hrsg.): Das Imaginäre des Fin de Siècle. Freiburg im Breisgau 2002, S. 83–110, ISBN 978-3793092728.
- Ingeborg Bachmann: Utopie und Kritik. Ingeborg Bachmanns ‘Der gute Gott von Manhattan‘. In: Mathias Mayer (Hrsg.): Interpretationen. Ingeborg Bachmann. Stuttgart 2001, S. 122–139, ISBN 978-3150175170.
- "Mon esprit s'exile." Erinnern und Vergessen in melancholischen Gedichten der Romantik (zu Novalis, E.A. Poe, Nerval und Baudelaire). In: Günter Oesterle (Hrsg.): Erinnern und Vergessen in der Romantik. Würzburg 2001, S. 159–176, ISBN 978-3826022296.
- Soziale Experimente und ästhetische Ordnung. Kleists Literaturkonzept im Spannungsfeld von Klassizismus und Romantik. In: Christine Lubkoll, Günter Oesterle (Hrsg.): Heinrich von Kleist. Gewagte Experimente und kühne Konstellationen zwischen Klassizismus und Romantik. Würzburg 2001, S. 119–135, ISBN 978-3-8260-1862-6.
- "Eine mythische Komposition". Aporien der Liebe in Mörikes 'Peregrina I-IV'. In: Mathias Mayer (Hrsg.): Interpretationen. Gedichte von Eduard Mörike. Stuttgart 1999, S. 57–71, ISBN 978-3150175088.
- Der Lehrbrief des (Kapell-) Meisters. E.T.A. Hoffmanns 'Kreisleriana' - ein Anti-Bildungsroman? In: Gerhard Neumann (Hrsg.): Romantisches Erzählen. Würzburg 1995, S. 195–205, ISBN 978-3826011030.
- "Basso ostinato" und "kontrapunktische Verschlingung": Bach und Beethoven als Leitfiguren in E.T.A. Hoffmanns ‘Kreisleriana‘. In: Gabriele Brandstetter (Hrsg.): Ton - Sprache. Komponisten in der deutschen Literatur. Bern/Stuttgart/Wien 1995, S. 71–98, ISBN 9783258051161.
- "Man muß nicht alles für wahr halten, man muß es nur für notwendig halten." Die Theorie der Macht in Franz Kafkas Roman 'Der Proceß'. In: Wolf Kittler, Gerhard Neumann (Hrsg.): Franz Kafka: Schriftverkehr. Freiburg im Breisgau 1991, S. 49–63, ISBN 978-3-7930-9055-7.